# Enterobacteriaceae
Enterobacteriaceae hay họ Vi khuẩn đường ruột là họ vi khuẩn Gram âm gồm các loài vi khuẩn vô hại, các loài gây bệnh như Salmonella, Escherichia coli, Yersinia pestis, Klebsiella và Shigella. Đây là họ duy nhất của bộ Enterobacteriales thuộc lớp Gammaproteobacteria.

## Miêu tả
Các loài thuộc họ Enterobacteriaceae đều có hình que, chiều dài điển hình từ 1 μm đến 5 μm. Chúng là những vi khuẩn Gram âm, kị khí tùy nghi, lên men đường thành acid lactic. Hầu hết chúng khử nitrat thành nitrit, ngoại trừ một số vi khuẩn như Photorhabdus. Hầu hết di chuyển bằng roi nhưng một số chi gồm các loài không di động. Chúng không tạo bào tử.

## Nhận biết
Để nhận biết các chi thuộc họ Enterobacteriaceae, có thể dùng các phép thử sau:
- Đỏ phenol
- Canh thang trypton
- Thạch phenylalanin để phát hiện sinh deaminase là enzym chuyển phenylalanin thành acid phenylpyruvic
- Phép thử dùng đỏ methyl hoặc phép thử Voges-Proskauer, phụ thuộc vào phân giải glucose. Phép thử dùng đỏ methyl dùng cho các sản phẩm acid cuối cùng, phép thử Voges-Proskauer dùng cho acetylmethylcarbinol.
- Phép thử catalase trên thạch dinh dưỡng đối với catalase là enzym phân giải hydrogen peroxide và giải phóng khí oxy.
- Phép thử oxidase trên thạch dinh dưỡng đối với oxidase là enzym amin thơm tạo thành hợp chất màu tím đỏ.
- Phép thử gelatin để phát hiện hoạt độ enzyme gelatinase.

Trong lâm sàng, Escherichia coli, Klebsiella pneumoniae và Proteus mirabilis chiếm 80 % đến 95 % vi khuẩn nhận diện được.

## Tính kháng kháng sinh
Một số chủng Enterobacteriacea được phân lập có đặc tính kháng kháng sinh như carbapenem, ví dụ như Klebsiella pneumonia.

## Các chi
Một số chi thuộc họ này:
- Alishewanella
- Alterococcus
- Aquamonas
- Aranicola
- Arsenophonus
- Azotivirga
- Blochmannia
- Brenneria
- Buchnera
- Budvicia
- Buttiauxella
- Cedecea
- Citrobacter
- Cronobacter
- Dickeya
- Edwardsiella
- Enterobacter
- Erwinia, ví dụ: Erwinia amylovora, Erwinia tracheiphila, Erwinia carotovora, etc.
- Escherichia, ví dụ: Escherichia coli
- Ewingella
- Grimontella
- Hafnia
- Klebsiella, ví dụ: Klebsiella pneumoniae
- Kluyvera
- Leclercia
- Leminorella
- Moellerella
- Morganella
- Obesumbacterium
- Pantoea
- Pectobacterium xem Erwinia
- Candidatus Phlomobacter
- Photorhabdus, ví dụ: Photorhabdus luminescens
- Plesiomonas, ví dụ: Plesiomonas shigelloides
- Pragia
- Proteus, ví dụ:. Proteus vulgaris
- Providencia
- Rahnella
- Raoultella
- Salmonella
- Samsonia
- Serratia, ví dụ: Serratia marcescens
- Shigella
- Sodalis
- Tatumella
- Trabulsiella
- Wigglesworthia
- Xenorhabdus
- Yersinia, ví dụ: Yersinia pestis
- Yokenella

## Hình ảnh

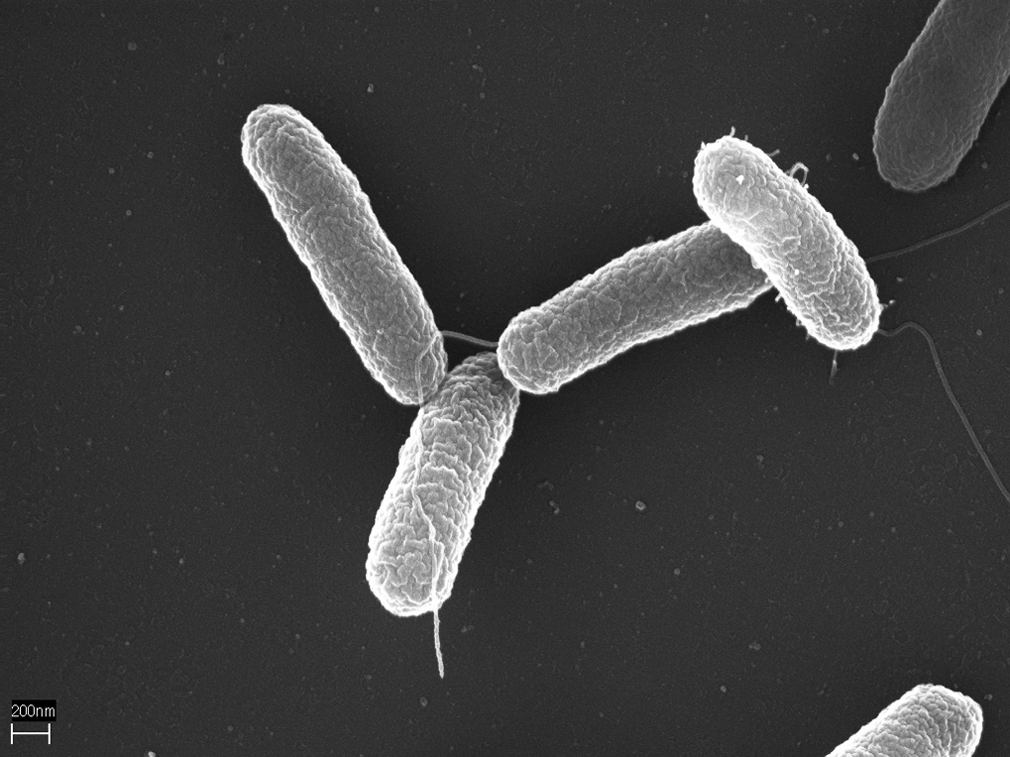
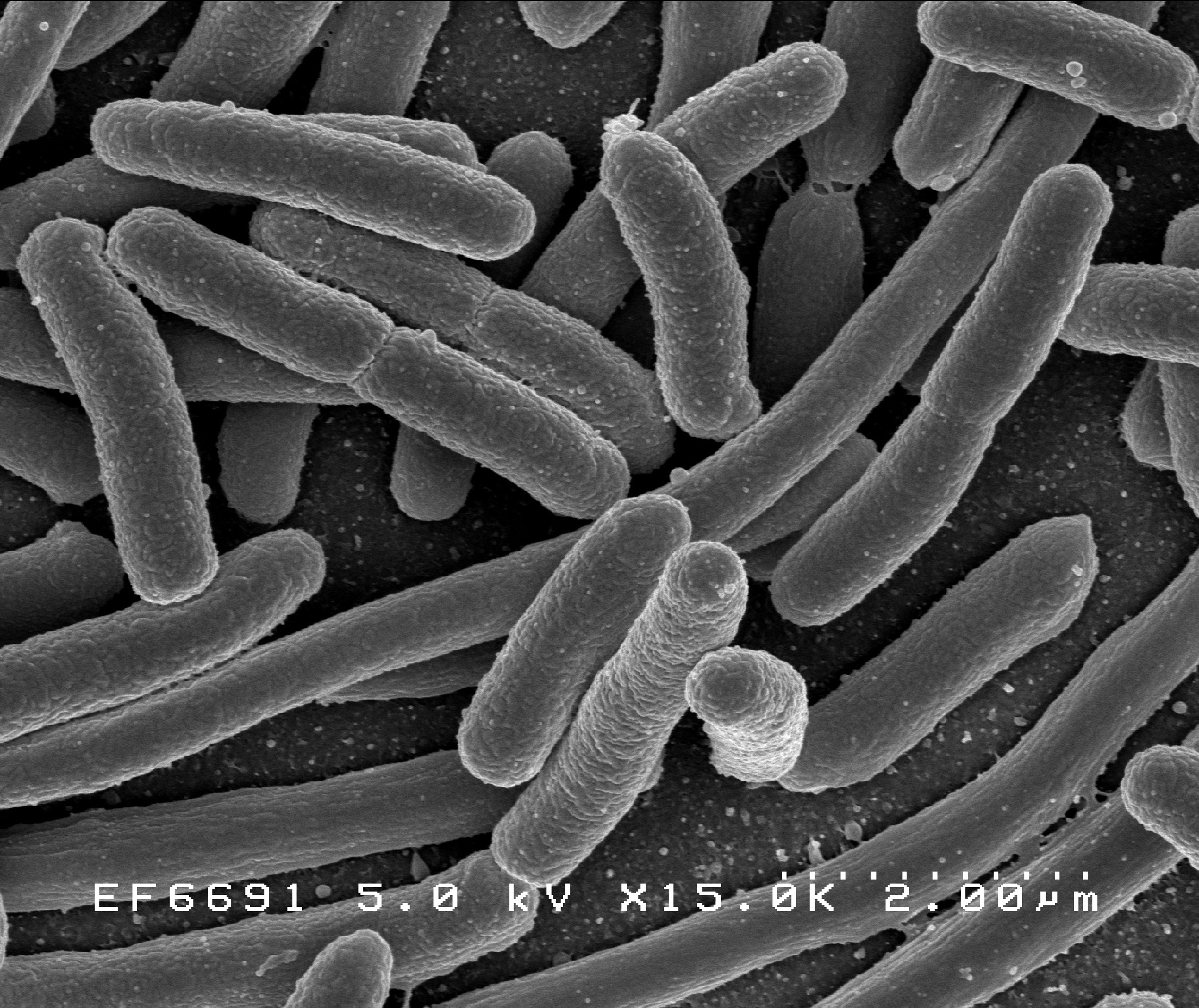
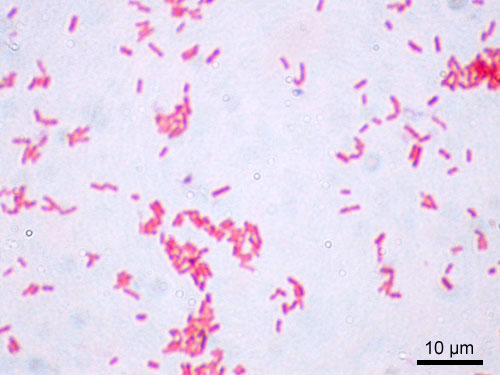
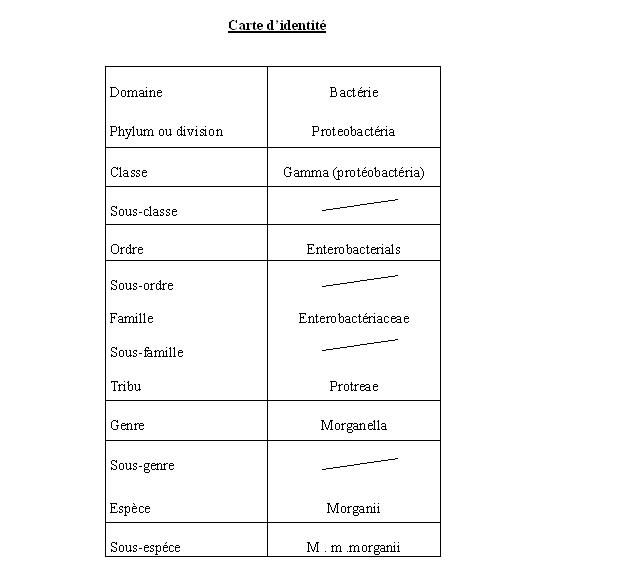